# Cuello (sitio arqueológico)
Cuello es el nombre de un yacimiento maya precolombino localizado en la región norte de Belice. El sitio al parecer fue ocupado por los mayas desde el periodo denominado preclásico medio.
Los habitantes de la región vivieron en casas de madera y paja que se construían sobre plataformas de mampostería. El sitio de Cuello contiene grupos de residencias reunidas en torno a patios centrales formando unidades diferenciadas. También contiene un baño de vapor cuya construcción se ha estimado hacia el año 900 a. C. lo cual hace que este vestigio en lo particular sea el tercero más antiguo encontrado hasta la fecha en lo que se llama la región de tierras bajas, detrás de Ceibal y Aguada Fénix. Enterramientos humanos encontrados en el lugar han sido asociados con las estructuras residenciales y aquellos que han sido datados con fechas posteriores al año 900 a. C. estuvieron acompañados de ofrendas de cerámica.
La cerámica correspondiente al periodo más antiguo de Cuello pertenceció a una vieja tradición maya comúnmente encontrada en las tierras bajas de los mayas del preclásico. Esto sugiere que la región ya estaba habitada cuando se fundó el sitio hoy llamado Cuello.
A pesar de que Cuello parece haber sido un pequeño poblado rural sin mayor importancia político-administartiva, se infiere, a partir de los hallazgos de obsidiana datados hacia el 800 a. C., que participó en la red de comercio e intercambio de los mayas de aquel entonces. También se han encontrado en menor proporción residuos de artefactos de jade, probablemente provenientes algunos siglos más tarde de los altos guatemaltecos.

## Arqueología
El sitio fue explorado en los 1970 y los 1980s por el arqueólogo Norman Hammond. La estructura numerada 326 fue excavada en 1980 y mide 4 m de altura por 8 m de largo. Los muros del edificio fueron construidos con delgados postes de bajareque amarrados con mecates de bejuco, todo recubierto de barro y terminado con un baño de cal.
Hay en el sitio dos áreas de enterramientos que corresponden al preclásico tardío. Una de ellas contenía un grupo de más de 26 despojos masculinos que habían sido sacrificados. Huesos encontrados con datos de fractura soldada, sugieren que pertenecieron a guerreros capturados. Hay también más datos de actividad bélica a partir de ruinas de edificaciones que fueron quemadas.
Otras investigaciones arqueológicas realizadas en el sitio han revelado que la dieta maya de los ocupantes del preclásico consistía en menos del 30% de maíz, en comparación con el 75% que contiene la del maya moderno. Aparentemente, el Venado de cola blanca representaba poco más del 50% de la carne en su dieta, adicionado con las tortugas de agua dulce y perros domésticos que representaron, estos últimos, el 7% de los despojos de animales encontrados en el sitio.

## Ubicación
El yacimiento de Cuello se localiza en el kilómetro 3,2 de la carretera de Yo Creek, en el Distrito de Orange Walk. Se encuentra en un terreno privado de la familia Cuello, de donde deriva el nombre, pero se puede obtener permiso para visitarlo.